# Манипулирование рынком
Манипулирование рынком — это умышленные действия, которые существенно искажают цену, спрос, предложение или объём торгов финансовым инструментом, иностранной валютой и товаром. Например, распространение недостоверной информации, сговор участников торгов, чтобы повысить или обвалить цену какого-либо инструмента, и многие другие.

## Правовое регулирование в России
Для обеспечения равенства инвесторов и справедливого ценообразования на финансовые инструменты, иностранную валюту и товары в России был принят Федеральный закон «О противодействии неправомерному использованию инсайдерской информации и манипулированию рынком и о внесении изменений в отдельные законодательные акты Российской Федерации» от 27.07.2010 N 224-ФЗ. Согласно статье 2 данного федерального закона:
манипулирование рынком — умышленные действия, которые определены законодательством Российской Федерации о противодействии неправомерному использованию инсайдерской информации и манипулированию рынком или нормативными актами Банка России, в результате которых цена, спрос, предложение или объём торгов финансовым инструментом, иностранной валютой и (или) товаром отклонились от уровня или поддерживались на уровне, существенно отличающемся от того уровня, который сформировался бы без таких действий.
Кроме того, законодательство о борьбе с неправомерным использованием инсайдерской информации и манипулированием рынка было принято для того, чтобы России стала подписантом меморандума IOSCO об обмене информацией, а также соблюдения рекомендации ФАТФ касательно признания использования инсайдерской информации для совершения операций на рынке и манипулирования рынком преступлениями, предшествующим легализации (отмыванию) преступных доходов.

### Законодательно установленные действия, относящиеся к манипулированию рынком
Статья 5 Федерального закона от 27.07.2010 N 224-ФЗ устанавливает 7 действий, которые относятся к манипулированию рынком в России. Прежде всего необходимо помнить, что все эти действия: а) должны быть умышленными; б) приводят к тому, что цена, спрос, предложение или объём торгов финансовым инструментом, иностранной валютой и (или) товаром отклонились от уровня или поддерживались на уровне, существенно отличающемся от того уровня, который сформировался бы без таких действий.
1) распространение заведомо ложных сведений через СМИ, открытые сети, в том числе Интернет, любым иным способом. Установлено исключение для данного пункта в виде продукции СМИ;
2) совершение операций по предварительному соглашению между участниками торгов и (или) их работниками и (или) лицами, за счет или в интересах которых совершаются указанные операции;
3) совершение сделок, обязательства сторон по которым исполняются за счет или в интересах одного лица;
4) выставление за счет или в интересах одного лица заявок, в результате которого на организованных торгах одновременно появляются две и более заявки противоположной направленности;
Особенность пунктов 2-4: они применяется к организованным торгам, операции на которых совершаются на основании заявок, адресованных всем участникам торгов, в случае, если информация о лицах, подавших заявки, а также о лицах, в интересах которых были поданы заявки, не раскрывается другим участникам торгов.
5) неоднократное в течение торгового дня совершение на организованных торгах сделок за счет или в интересах одного лица на основании заявок, имеющих на момент их выставления наибольшую цену покупки либо наименьшую цену продажи;
6) неоднократное в течение торгового дня совершение на организованных торгах за счет или в интересах одного лица сделок в целях введения в заблуждение относительно цены;
7) неоднократное неисполнение обязательств по операциям, совершенным на организованных торгах без намерения их исполнения, с одними и теми же финансовым инструментом, иностранной валютой и (или) товаром;
Следующий пункт предоставляют Банку России право дополнить этот перечень своим нормативным актам, однако по состоянию на октябрь 2020 года такого акта принято не было. Таким образом, сейчас данный список является исчерпывающим.
Критерии существенного отклонения цены, спроса, предложения или объёма торгов финансовым инструментом, иностранной валютой и (или) товаром по сравнению с уровнем цены, спроса, предложения или объёма торгов такими финансовым инструментом, иностранной валютой и (или) товаром, который сформировался бы без учёта действий, устанавливаются в зависимости от вида, ликвидности и (или) рыночной стоимости финансового инструмента, иностранной валюты и (или) товара организатором торговли на основании методических рекомендаций Банка России и ранее ФСФР:
- «Методические рекомендации по установлению критериев существенного отклонения объёма торгов производными финансовыми инструментами» (утв. Банком России 11.03.2019 N 6-МР)
- «Методические рекомендации по установлению критериев существенного отклонения объёма торгов ценными бумагами» (утв. Банком России 11.03.2019 N 7-МР)
- «Методические рекомендации о критериях существенного отклонения цены, спроса и предложения неликвидных ценных бумаг» (утв. Банком России 11.03.2019 N 8-МР)
- «Методические рекомендации по установлению критериев существенного отклонения объёма торгов иностранной валютой» (утв. Банком России 13.04.2018 N 10-МР)
- «Об утверждении Методических рекомендаций по установлению критериев существенного отклонения цены на иностранную валюту» (Приказ ФСФР России от 12.07.2012 N 12-61/пз-н)
- «Об утверждении Методических рекомендаций по установлению критериев существенного отклонения спроса и предложения ликвидных и низколиквидных ценных бумаг» (Приказ ФСФР РФ от 28.12.2011 N 11-71/пз-н)
- «Об утверждении Методических рекомендаций по установлению критериев существенного отклонения цены биржевых товаров» (Приказ ФСФР РФ от 08.11.2011 N 11-59/пз-н)
- «Об утверждении Методических рекомендаций по установлению критериев существенного отклонения цены низколиквидных ценных бумаг» (Приказ ФСФР РФ от 30.08.2011 N 11-38/пз-н)
- «Об утверждении Методических рекомендаций по установлению критериев существенного отклонения цены ликвидных ценных бумаг» (Приказ ФСФР РФ от 19.05.2011 N 11-21/пз-н (с изм. от 07.07.2011))

### Контроль с целью противодействия манипулированию рынком
Одной из функций Банка России является контроль за соблюдением требований, закрепленных в законодательстве, нормативных актах органов и организаций, юридических и физических лиц, самим Банком России, принятых для противодействия манипулированию рынком. В связи с этим, Банк России выявляет нарушения, принимает нормативные акты и другие документы. При этом для предотвращения, выявления и пресечения манипулированием рынка Банк России вправе обращаться в установленном законодательством Российской Федерации порядке в правоохранительные органы. То есть имеет место определённое законом межведомственное взаимодействие.
Согласно пункту 1 части 1 статьи 14 Федерального закона N 224-ФЗ Банк России имеет право проводить проверки органов, организаций, физических лиц на соблюдение требований законодательства о противодействии неправомерному использованию инсайдерской информации и манипулированию рынком. Порядок проведения таких проверок установлен Инструкцией Банка России от 13 января 2020 г. N 201-И
По состоянию на октябрь 2020 года Банком России были выявлено 109 случаев манипулирования рынком.
Кроме того, организаторы торгов, то есть биржи или торговые системы, вместе с саморегулируемыми организациями в сфере финансового рынка, объединяющими участников торгов в целях предотвращения, выявления и пресечения манипулирования рынком, осуществляют контроль за операциями с финансовыми инструментами, иностранной валютой и (или) товарами, осуществляемыми на организованных торгах и обязаны уведомлять Банк России об операциях, которые, как они полагают, являются манипулированием рынка.

### Юридическая ответственность

#### Уголовная ответственность
Значительным шагом в борьбе с неправомерным использованием инсайдерской информации и манипулированием рынком стал Федеральный закон № 241-ФЗ от 30 октября 2009 г., который с 14 ноября 2009 г. ввёл уголовную ответственность за новые составы преступлений на рынке ценных бумаг. До введения этой статьи в Уголовный кодекс РФ за манипулирование ценами на рынке ценных бумаг была предусмотрена всего лишь декларативная административная ответственность, которая применялась редко.
Статья 185.3 Уголовного кодекса РФ устанавливает уголовную ответственность за манипулирование рынком. Уголовная ответственность наступает при совершении умышленных действий, перечисленных в статье 5 Федерального закона от 27.07.2010 N 224-ФЗ, а также:
1) Такие действия должно причинить крупный ущерб гражданам, организациям или государству либо сопряжены с извлечением излишнего дохода или избежанием убытков в крупном размере (превышающий 3 750 000 рублей) — часть первая.
2) Такие действия должны быть совершены организованной группой или причинившие ущерб в особо крупном размере гражданам, организациям или государству либо сопряженные с извлечением излишнего дохода или избежанием убытков в особо крупном размере (превышающий 15 000 000 рублей) — часть вторая.
На октябрь 2020 года было только два случая привлечения лица к ответственности по данной статье:
Петроградский районный суд г. Санкт-Петербурга 21 сентября 2020 года вынес приговор в отношении 41-летнего Андрея Корнилова в совершении преступления, предусмотренного ч. 1 ст. 185.3 УК РФ (манипулирование рынком) с 2 годами лишения свободы условно с испытательным сроком на 2 года. Суд установил, что мужчина в период с января 2014 г. по август 2015 г., занимая должность главного специалиста отдела фондовых операций департамента финансовых рынков ПАО «Балтинвестбанк», являясь уполномоченным сотрудником по покупке и продаже ценных бумаг, имея электронный доступ по счету банка к торгам, в нарушение федерального законодательства произвел серии покупок и продажи акций крупных предприятий. Так, подсудимый совершал операции по брокерским счетам аффилированных ему лиц с одной стороны и счету банка с другой, что привело к существенному отклонению цены и объёма торгов. Таким образом Корниловым получен доход в размере более 12 млн рублей. Банку нанесен ущерб на сумму более чем 11 млн рублей.
В 2019 году Кировский районный суд Казани приговорил к 2,5 годам лишения свободы условно сотрудника местного банка, Артема Люлинского, по статье о манипулировании рынком (часть 2 статьи 185 Уголовного кодекса). По данным следствия, осужденный с 2011-го по 2016 год манипулировал 31 ценной бумагой и заработал на этом 77 млн рублей. Он покупал акции на бирже по рыночным ценам с личного брокерского счета, затем вновь выставлял на продажу по более высокой цене и выкупал их у себя же с рабочего счета. Банку и инвестиционной компании при этом был нанесен ущерб более чем на 76 млн рублей. Помимо условного срока, трейдеру запретили на три года заниматься торговлей ценными бумагами.

#### Административная ответственность
При совершении умышленных действий, перечисленных в статье 5 Федерального закона от 27.07.2010 N 224-ФЗ при отсутствии критериев, необходимых для привлечения к уголовной ответственности, правонарушитель привлекается к административной ответственности по ст. 15.30 Кодекса Российской Федерации об административных нарушениях «Манипулирование рынком».
Дела об административных правонарушениях по данной статье относятся к компетенции Банка России, их рассматривают и составляют протоколы об административных правонарушениях должностные лица Банка России.

#### Гражданско-правовая ответственность
Согласно ч. 7 ст. 7 Федерального закона от 27.07.2010 N 224-ФЗ лица, которым в результате манипулирования причинены убытки, вправе требовать их возмещение от лиц, в результате действий которых были причинены такие убытки.

#### Иные меры, принимаемые Банком России

##### Аннулирование и приостановление лицензии
Согласно действующему законодательству Банк России при нарушении Федерального закона от 27.07.2010 N 224-ФЗ и принятых в соответствии с ним нормативных правовых актов вправе принимать решение о приостановлении действия или об аннулировании лицензии на осуществление профессиональной деятельности на рынке ценных бумаг, лицензии акционерного инвестиционного фонда, управляющей компании, специализированного депозитария, лицензии на осуществление банковских операций в случае неоднократного нарушения в течение одного года, если указанные юридические лица не докажут, что они приняли все необходимые меры для предотвращения соответствующих нарушений.

##### Аннулирование аттестата специалиста финансового рынка
Согласно пункту 10 статьи 44 Федерального закона от 22.04.1996 N 39-ФЗ «О рынке ценных бумаг», Банк России имеет право аннулировать квалификационные аттестаты специалиста финансового рынка у физических лиц. По состоянию на ноябрь 2020 года Банк России аннулировал квалификационные аттестаты у 74 физических лиц за нарушение законодательства о противодействии неправомерному использованию инсайдерской информации и манипулированию рынком.

##### Предписания Банка России
Согласно пункту 9.1 Инструкции Банка России от 13 января 2020 г. N 201-И, если в результате или в ходе проверки Банк России выявил нарушения законодательства о противодействии неправомерному использованию инсайдерской информации и манипулированию рынком, то он может выпустить предписания о:
- об устранении допущенных юридическими и физическими лицами нарушений
- об устранении последствий таких нарушений
- о недопущении аналогичных нарушений в дальнейшем
- о приостановлении торговли финансовыми инструментами, иностранной валютой и (или) товарами;